# Николаевский Малицкий монастырь
Николаевский Малицкий мужской монастырь (разг. Николо-Малицкий монастырь, Николо-Малица) — православный монастырь в Тверской области.

## Краткая история
Располагался в 6 км (по дореволюционным данным — 7 верстах) от города Твери, в полуверсте к югу от шоссе на Санкт-Петербург. Основан между 1584—1595 годами на пустоши Шевякова, назван по имени речки Малицы, огибавшей монастырь с севера и запада и впадавшей в реку Межурку — приток Волги. Около 1675 года монастырь полностью сгорел. По преданию, после пожара в пепле нашли только образ Святителя Николая с обожженной задней стороной, но с неповрежденным ликом. Эта икона размером 5,5 вершков х 4,5 вершка была широко известна и популярна среди жителей Твери в XIX — начале XX века как чудотворная. в 1742 году перед образом Николая Чудотворца исцелилась графиня Мавра Шувалова, и в благодарность она дала обет выстроить в монастыре шесть церквей. Прекрасный собор, несколько храмов и корпуса, окруженные каменными стенами свидетельствовали о признательности графини. В 1863 году по случаю избавления Твери от холеры был учреждён ежегодный крестный ход с иконой святителя Николая из монастыря в Тверь. В XX век монастырь вошёл во всём своём великолепии, но в советским годы он был разрушен. Окончательно службы прекратились в 1939 году.

## Монастырь сейчас
Решением Священного Синода от 23 июня 2008 года монастырь в деревне Николо-Малица Калининского района был воссоздан, наместником монастыря назначен иеромонах Борис (Тулупов). В монастыре был принят афонский устав и богослужения стали совершаться по святогорскому чину. Монастырь построен в византийском стиле. Главным украшением монастырских служб в Николо-Малице является византийское пение, которому придается особое значение. При монастыре есть воскресная школа и иконописная мастерская.

## Святыни

### Чудотворная икона Святителя Николая Мир Ликийских Чудотворца
Небесный покровитель монастыря не раз спасал свою обитель от полного разорения, через явленный святой образ. Чудеса от него были столь многочисленны, что на протяжении пяти веков сюда стекалось великое множество народа для поклонения. Образ сей написан в начале XVII века по наклеенному на доске холсту в 5,5 вершков длиной и в 4,5 шириной (24,5х20 см). По сторонам от поясного образа Святителя Николая на полях изображены двое святых небольшого роста — страстотерпцы Борис и Глеб.
Сейчас в святых стенах восстановленной обители чудеса исцеления человеческих болезней перед иконой Святителя Николая продолжаются. Получают облегчение верующие с тяжёлыми, незаживающими ожогами, травмами, стремительно теряющие зрение, мужественно борющиеся с онкологическими заболеваниями, серьёзной патологией беременности и бесплодием.

### Святые мощи Святителя Арсения Тверского
Мощи святителя очень значимы для братии и прихожан Малицкого монастыря, поскольку святой Арсений не только является покровителем города Твери, но и особым заступником всех монашествующих на Тверской земле. Святой основал множество монастырей вокруг Твери. Кроме того святитель основал на реке Тьмаке близ Твери Желтиков монастырь.

## Храмы
- Церковь Покрова Пресвятой Богородицы — построена в 2008—2010 годах в неовизантийском стиле на месте церкви середины XVIII века, разрушенной в советское время.
- Домовая церковь Всех Святых Афонских — построена в 2017—2019 годах в неовизантийском стиле в составе братского корпуса.
- Собор Спаса Всемилостивого — утраченный храм в стиле барокко, построенный в 1751—1760 годах и разрушенный в советское время.